# Cratere Reginn
Reginn è un cratere sulla superficie di Callisto.